# Emilia Tsoulfa
Emilia Tsoulfa (griechisch Αιμιλία Τσουλφά Aimilia Tsoulfa, * 15. Mai 1973 in Athen) ist eine griechische Seglerin. Sie wurde mit ihrer langjährigen Segelpartnerin Sofia Bekatorou vierfache Weltmeisterin und Olympiagoldmedaillengewinnerin in der Bootsklasse der 470er Jollen. Tsoulfa ist – gemeinsam mit Bekatorou – zweifache Preisträgerin der renommierten Auszeichnung Weltseglerin des Jahres (ISAF Rolex World Sailor of the Year) der International Sailing Federation (2002 und 2004). Tsoulfa segelte für den Segelclub von Piräus (Griechenland).

## Leben
Emilia Tsoulfa wuchs in Athen auf. Sie studierte in Athen Sport und arbeitete dann als Sportlehrerin oder Sportdozentin. Ihr Bruder Theodoros Tsoulfas (z. T. Theodore Tsoulfas, griechisch Θεόδωρος Τσουλφάς) ist ebenfalls ein erfolgreicher Segler, der in der Mitte der 1990er Jahre in der Bootsklasse der 470er Jolle und mittlerweile in der Star-Klasse antritt; seine Erfolge reichen bisher allerdings nicht an das überragende Weltklasseniveau seiner Schwester heran.
Aufgrund ihrer Olympiagoldmedaille im Jahr 2004 wurde Tsoulfa der Rang eines Leutnants der griechischen Armee verliehen. Zu dem Rang werden alle griechischen Sportler befördert, die bei Olympischen Spielen einen sechsten oder besseren Platz erringen; die Sportler werden nicht zu Armeediensten herangezogen, sondern erhalten durch die Verleihung ein Gehalt vom griechischen Staat. Außerdem wurde im Jahr 2005 die EFG Eurobank Ergasias Sponsor von Tsoulfa und ihrer Segelpartnerin Bekatorou.
2005 nahm Tsoulfa an dem von Bekatorou vorgeschlagenen und organisierten Grecotel dream race auf der griechischen Insel Mykonos teil. Die Veranstaltung vom 14. bis 17. August 2005 diente der Werbung und Unterstützung des Segelsports auf Mykonos und stellte drei jungen Segelsportlern der Insel je ein Stipendium und ein Boot zur Verfügung. An der Veranstaltung segelten vier griechische und vier internationale Gruppen mit. Auf den Meldelisten standen neben Bekatorou, Tsoulfa und ihrem Bruder Theodoros Tsoulfa auch mehrere Teilnehmer des America’s Cups.
Tsoulfa lebt in Athen, 2006 kam ihr erstes Kind – eine Tochter – zur Welt. Emilia Tsoulfa spricht neben ihrer griechischen Muttersprache englisch und französisch.

## Seglerischer Werdegang
Mit zwölf Jahren begann Tsoulfa auf einem Optimisten das Segeln. Mit 13 Jahren nahm sie in dieser Bootsklasse an ihrer ersten Regatta, der griechischen Optimisten-Meisterschaft, teil. Zwei Jahre später wurde sie 1988 griechische Meisterin in der Bootsklasse der 420er Jollen, ein Titel, den sie in beiden darauffolgenden Jahren verteidigte.
Als sich Tsoulfa der Bootsklasse der 470er Jollen zuwandte, wurde sie mit diesen Booten ab 1994 achtmal griechische Meisterin. Zwei Jahre darauf nahm Tsoulfa mit Katerina Kaloudi an den Olympischen Spielen 1996 in Atlanta teil und wurde Siebzehnte.
Die großen Erfolge als griechische Meisterin und auf internationalen Regatten feierte Tsoulfa als Vorschoterin (d. h. zuständig für das Vorsegel) mit ihrer Landsfrau Sofia Bekatorou. 1998 gewannen die beiden die Bronzemedaille bei der Europameisterschaft und der Weltmeisterschaft. Bei den Olympischen Spielen 2000 in Sydney (Australien) wurden sie nur 14., doch im gleichen Jahr begannen sie eine in der 470er-Klasse bis heute beispiellose Siegesserie: Tsoulfa und Bekatorou wurden vierfache Weltmeisterinnen in Folge (2000–2003) und dreifache Europameisterinnen (2000–2002) in Folge.
Keine 100 Tage nach einer gesundheitlich bedingten Trainingsunterbrechung von Bekatorou nahmen Tsoulfa und Bekatorou 2004 an den Olympischen Spielen in Athen teil. Mit Siegen in fünf Einzelrennen und einem großen Punktvorsprung mussten die beiden beim letzten (elften) Einzelrennen nicht einmal mehr antreten und gewannen souverän mit 24 Punkten Vorsprung die Goldmedaille. Über Nacht wurden sie in ihrer Heimatstadt Athen zu Heldinnen, und am Ende der Spiele wurden sie damit geehrt, dass sie das olympische Feuer auslöschen durften. Wie für andere griechische Goldmedaillengewinner wurde außerdem eine Briefmarke mit ihrem Bild (Tsoulfa und Bekatorou gemeinsam) herausgegeben; außerdem war Tsoulfa als eine der Medaillengewinnerinnen im Jahr 2005 eine der Trägerinnen des olympischen Feuers für die Olympischen Winterspiele 2006, das sie zum griechischen Skiort Velouchi am Berg Tymfristos brachte.
2002 und 2004 wurden Tsoulfa und Bekatorou für ihre seglerischen Leistungen gemeinsam zur Weltseglerin des Jahres (seit 2001: ISAF Rolex World Sailor of the Year Awards) gekürt. Bereits 2001 waren sie für die Auszeichnung nominiert worden.
Tsoulfa hatte sich wegen der Geburt ihres Kindes vorübergehend aus dem Segelsport zurückgezogen und nahm deshalb auch nicht an den Olympischen Spielen 2008 teil.
2021 nahm sie an den Olympischen Sommerspielen 2020 in Tokio teil. Sie segelte in der Kategorie 470er Jolle zusammen mit Ariadni Paraskevi Spanaki. Die beiden belegten den 15. Platz.

## Hinweis
Dieser Artikel in seiner ursprünglichen Version vom 2. März 2007 stützt sich auf die Informationen von der Seite der International Sailing Federation über die Nominierten für die Auszeichnung Weltsegler des Jahres 2004 und von der Seite der Association of Hellenic Olympic Winners.
| Personendaten    | Personendaten                                   |
| ---------------- | ----------------------------------------------- |
| NAME             | Tsoulfa, Emilia                                 |
| ALTERNATIVNAMEN  | Tsoulfa, Aimilia; Τσουλφά, Αιμιλία (griechisch) |
| KURZBESCHREIBUNG | griechische Seglerin                            |
| GEBURTSDATUM     | 15. Mai 1973                                    |
| GEBURTSORT       | Athen                                           |